# Subinel
În matematică un subinel din R este o submulțime a unui inel care este el însuși un inel când operațiile binare de adunare și înmulțire pe R sunt limitate la submulțime și care are același element neutru ca și R. Pentru cei care definesc inelele fără a reclama existența unui element neutru, un subinel din R este doar o submulțime din R care este un inel pentru operațiile din R (acest lucru implică existența elementului neutru aditiv al R). Acesta din urmă oferă o condiție strict mai slabă, chiar și pentru inelele care au element neutru multiplicativ, astfel încât, de exemplu, toate idealele devin subinele (și pot avea element neutru multiplicativ care diferă de cel al R). Cu o definiție care necesită elementul neutru multiplicativ (care este utilizată în acest articol), singurul ideal al R care este un subinel al R este R însuși.

## Definiție
Un subinel al inelului (R, +, ×, 0, 1) este o submulțime S din R care conservă structura inelului, adică inelul (S, +, ×, 0, 1) cu S ⊆ R. Echivalent, este atât un subgrup al (R, +, 0), cât și un submonoid al (R, ×, 1).

## Exemple
Inelul {\displaystyle \mathbb {Z} } și coeficienții săi {\displaystyle \mathbb {Z} /n\mathbb {Z} } nu au subinele (cu element neutru multiplicativ) altele decât inelul complet.
Fiecare inel are un cel mai mic subinel unic, izomorf⁠(d) cu un inel {\displaystyle \mathbb {Z} /n\mathbb {Z} } cu n un întreg neegativ (v. caracteristică). În această propoziție întregii {\displaystyle \mathbb {Z} } corespund la n = 0 deoarece {\displaystyle \mathbb {Z} } este izomorf cu {\displaystyle \mathbb {Z} /0\mathbb {Z} }.

## Testul subinelului
Testul subinelului este o teoremă care afirmă că pentru orice inel R, o submulțime S din R este un subinel dacă și numai dacă este închis sub înmulțire și scădere și conține elementul neutru multiplicativ din R.
De exemplu, inelul Z al întregilor este un subinel al corpului numerelor reale și, de asemenea, un subinel al inelului polinoamelor⁠(d) Z[X].

## Extinderi de inele
Dacă S este un subinel al inellui R, atunci, echivalent, se spune că R este o extindere de inel a lui S, notată R/S, similar cu notația extinderilor de corp.

## Subinel generat de o mulțime
Fie R un inel. orice  intersecție a subinelelor din R este și ea un subinel din R. Prin urmare, dacă X este o submulțime din R, intersecția tuturor subinelelor din R care conțin X este un subinel S al R. S este cel mai mic subinel al R conținând X. ("Cel ma mic" înseamnă că dacă T este oricare alt subinel al R conținând X, atunci S este conținut în T.) Se spune că S este subinelul lui R generat⁠(d) de X. Dacă S = R, se poate spune că inelul R este generat de X.

## Relația cu idealele
Idealele proprii sunt subinele (fără element unitate) care sunt închise atât la stânga, cât și la dreapta pentru înmulțirea cu elemente din R.
Dacă se omite cerința ca inelele să aibă un element unitate, atunci subinelele trebuie să fie nevide și să se conformeze structurii de inel, iar idealele devin subinele. Idealele pot avea sau nu propriul lor element neutru multiplicativ (diferit de elementul neutru al inelului):
- Idealul I = {(z,0) | z în Z} al inelului Z × Z = {(x,y) | x,y în Z} cu adunarea și înmulțirea pe componente are elementul neutru (1,0), care este diferit de elementul neutru (1,1) al inelului. Deci I este un inel cu unitate, și "subinel fără unitate", dar nu un "subinel cu unitate" în Z × Z.
- Idealele proprii ale Z nu au element neutru multiplicativ.

Dacă I este un ideal prim al unui inel comutativ R, atunci intersecția lui I cu orice subinel S din R rămâne primă în S. În acest caz, se spune că I se află peste I ∩ S. Situația este mai complicată atunci când R este necomutativ.

## Particularități pentru subinele comutative
Un inel poate avea particularități determinate de varietatea subinelelor comutative care le conține:
- Inelul cuaternionilor H conține doar planul complex ca subinel planar.
- Inelul cocuaternionilor conține trei tipuri de subinele comutative planare: planul numerelor duale⁠(d), planul numerelor complexe hiperbolice⁠(d) și planul complex însuși.
- Inelul matricilor⁠(d) reale 3 × 3 conține și el subinele 3-dimensionale comutative generate de matricea unitate și un ε nilpotent de ordin 3 (εεε = 0 ≠ εε). De exemplu, grupul Heisenberg⁠(d) poate fi realizat prin compunerea grupurilor unitate a două dintre aceste subinele nilpotent generate ale matricilor 3 × 3.